# Tchinguiz Aïtmatov
Tchinguiz Torékoulovitch Aïtmatov (en kirghize : Чыңгыз Төрөкулович Айтматов (Tchynggyz Törökoulovitch Aïtmatov), en russe : Чингиз Торекулович Айтматов (Tchinguiz Torékoulovitch Aïtmatov)), en français : Gengis (comme Gengis Khan) est un écrivain soviétique et kirghiz, né à Sheker (tr), en Union soviétique, le 12 décembre 1928 et mort à Nuremberg (Allemagne) le 10 juin 2008.

## Biographie
Tchinguiz Aïtmatov naît à Cheker, un village du nord-ouest du Kirghizistan, à la frontière avec le Kazakhstan. Il est le petit-fils d'un berger nomade et le fils d'un haut fonctionnaire exécuté en 1938, dans les Grandes Purges, alors que Tchinguiz n'a que 10 ans. Pendant la Seconde Guerre mondiale, il travaille dans les champs et en tant que secrétaire du soviet local ; c'est lui qui, à 14 ans, a la charge d'apporter les lettres annonçant les morts au combat aux familles de son village. 
Après des études à l'Institut agricole de Frounzé, aujourd'hui Bichkek, capitale du Kirghizistan, il travaille d'abord comme agronome puis journaliste. Il se consacre à la traduction d'écrivains russes en langue kirghize. Il entre en 1956 à l'Institut Gorki de Moscou (diplômé en 1958). Des traductions en russe de ses nouvelles commencent à paraître dans des revues soviétiques. 
Auteur de nouvelles décrivant la vie simple et difficile dans la jeune république socialiste kirghize, il écrit d'abord en kirghize, notamment Djamilia (1958) et Le Premier Maître, qui seront adaptés au cinéma dès les années 1960, notamment par Andreï Kontchalovski, alors jeune étudiant à l'institut du cinéma de l'URSS, pour une remarquable adaptation du Premier Maître (en russe : Первый учитель). 
En 1963, il reçoit le prix Lénine pour son recueil Nouvelles des montagnes et des steppes.
Il choisit ensuite l'écriture en langue russe avec Il fut un blanc navire (1970) ou La Pomme rouge.
Dans les années 1980, il est l'un des écrivains les plus connus d'Union soviétique et s'exprime davantage à travers des romans comme Une Journée plus longue qu'un siècle dans lequel il aborde des thématiques politico-sociales difficiles telles que la répression et la réhabilitation des dissidents, le rapport entre modernité et tradition, la préservation de l'environnement. Dans Les Rêves de la louve (le titre russe se traduit Le Billot), il évoque d'autres tabous de la société soviétique, comme le trafic de drogue, le sacrifice de soi pour le bien de l'humanité, l'existence de victimes expiatoires, le substrat religieux de la culture.   
En 1985, il devient conseiller de Mikhaïl Gorbatchev qui vient d'arriver au pouvoir.
Ses livres sont traduits dans plusieurs langues. Djamilia est ainsi traduit en français dès 1959 par Louis Aragon, ce qui contribue à lui donner une notoriété internationale.
Empreints d'une profonde méditation sur le sens de la vie, les ouvrages de Tchinguiz Aïtmatov mettent également en scène de manière magistrale l'Asie centrale de l'époque soviétique.
En 1990, il se rend en Europe et devient ambassadeur de l'URSS puis de la Russie au Luxembourg, où il demeure jusqu'en 1994. 
Député du 7e, 8e, 9e, 10e et 11e Soviet suprême de l'Union soviétique (1966-1989). Après l'indépendance du Kirghizistan en 1991, Tchinguiz Aïtmatov devient un personnage dominant sur la scène politique.
De 2000 à 2008, il est ambassadeur de son pays, en résidence à Bruxelles, auprès de la Belgique, de la France, du Luxembourg et des Pays-Bas.
Tchinguiz Aïtmatov était aussi membre d'honneur du Club de Budapest. 
Victime d'un malaise en Russie lors d'un tournage d'une adaptation cinématographiques d'un de ses romans, il meurt à 79 ans d'une inflammation pulmonaire dans un hôpital de Nuremberg, en Allemagne, le 10 juin 2008. Après que sa dépouille est exposée à la salle philharmonique de Bichkek, il est enterré le 14 juin, décrété jour de deuil national par le président kirghize Kourmanbek Bakiev, à une vingtaine de kilomètres de la capitale kirghize. Plus de 20 000 personnes lui rendent alors hommage.

## Dénonciateur des crimes staliniens
Son père Törökul (ou Torékoul), un haut fonctionnaire soviétique, est fusillé à 35 ans comme « ennemi du peuple » lors des purges staliniennes alors que Tchinguiz Aïtmatov n'a que 10 ans. 
En mai 1987, il publie dans les Izvestia un violent réquisitoire contre Staline, dénonçant le mythe du vainqueur de la « Grande guerre patriotique » (la Seconde Guerre mondiale).
Après l'indépendance du Kirghizistan, il fait bâtir près de Bichkek, la capitale du pays, un mémorial, Ayat Beyit (la tombe du père), dédié aux victimes du stalinisme.  Plusieurs victimes kirghizes des purges staliniennes dont son père y ont été enterrés. Sa tombe se trouve également dans ce mémorial.

## Œuvres
- 1953 : Tchinguiz Aïtmatov (trad. du kirghize par Tch. Aïtmatov, A. Dmitrieva et Nina Branche), Le Premier Maître : nouvelles [« Биринчи мугалим »], Pantin, Montreuil, les Bons caractères, LBC,‎ le temps des cerises, 2017 (réimpr. Éditeurs Français Réunis) (1re éd. 1964), 232 p. (ISBN 978-2-37071-132-8 et 978-2201014123)
- 1958 : Tchinguiz Aïtmatov (trad. A. Dimitrieva, préf. Louis Aragon), Djamilia [« Жамийла »], Paris, Gallimard, coll. « Folio » (no 3897),‎ 2010 (1re éd. 1958), 125 p. (ISBN 978-2-07-042620-1)
- 1963 : Tchinguiz Aïtmatov, Nouvelles des montagnes et des steppes [« Повести гор и степей »]
- 1964 : Tchinguiz Aïtmatov, La Pomme rouge [« Красное яблоко »]
- 1966 : Tchinguiz Aïtmatov, Adieu Goulsary [« Прощай, Гульсары! »],‎ 1968
- 1970 : Tchinguiz Aïtmatov, Il fut un blanc navire [« Белый пароход / Ак кеме (?) »]
- 1980 : Tchinguiz Aïtmatov, Une journée plus longue qu'un siècle [« Буранный полустанок / И дольше века длится день »],‎ 1983
- 1987 : Tchinguiz Aïtmatov (trad. Christine Zeytounian-Beloüs), Les Rêves de la louve, Paris, Editions Messidor, 1987, 361 p.
- 1989 : Tchinguiz Aïtmatov, L'Oiseau migrateur face à face
- 1998 : Tchinguiz Aïtmatov, Povesti
- 1992 : Tchinguiz Aïtmatov, Le Petit nuage de Gengis Khan [« Белое облако Чингисхана »],‎ 2001
- 2005 : Tchinguiz Aïtmatov, Tuer, ne pas tuer
- 2008 : Tchinguiz Aïtmatov (trad. Pierre Frugier et Charlotte Yelnik), Le Léopard des neiges : roman, Montreuil, le Temps des cerises, 2008, 300 p. (ISBN 978-2-84109-729-6)

## Adaptations cinématographiques
- 1963 : L'Œil du Chameau, porté à l'écran par Larissa Chepitko sous le titre Chaleur torride
- 1965 : Le Premier Maître, porté à l'écran par Andreï Kontchalovski
- 1969 : Djamilia, porté à l'écran par Irina Poplavskaïa [7]
- 1976 : Le Bateau blanc, porté à l'écran par Bolotbek Chamchiev
- 1990 : Une journée plus longue qu'un siècle, porté à l'écran par Khodjakouli Narliev sous le titre Mancourt
- 2008 : Adieu Goulsary, porté à l'écran par le réalisateur kazakh Ardak Amirkoulov (en kazakh Ardai Zhamansaryuly Әmіrulov, Ардақ Жамансарыұлы Әмірқұлов)

## Autour de l'œuvre
- 2010 : Djamilia, documentaire d'Aminatou Échard sur les femmes kirghizes et leur perception de l'œuvre d'Aïtmatov